# Дамаскин
Дамаскините са литературен жанр в българската литература от края на XVI век до средата на XIX век. Представляват популярни сборници от религиозни и поучителни текстове, в типичния случай написани на простонароден език.

## История
Първите дамаскини са преводи на сборника „Съкровище“, съдържащ 36 жития и поучения и издаден през 1558 година на простонароден гръцки във Венеция от Дамаскин Студит, чието име получава целият жанр. Той е преведен за първи път на български език от епископ Григорий Прилепски в скита „Света Троица“ или „Кафсокаливия“ (῾Αγίας Τριάδος τῶν Καυσοκαλυβίων) на манастира Велика Лавра в Атон. Първите дамаскини включват само преводи на произведения на Дамаскин Студит, а по-късно, след средата на XVII век се комбинират с преводи на произведения на други автори. С отделни изключения, тези преводи на говорим български се правят направо от гръцките оригинали, а не от вече съществуващи по-стари църковнославянски преводи.
През XVIII век част от дамаскините излизат от рамките на църковната практика и често се превръщат в четивни сборници. Дамаскините са написани на достъпен, говорим народен език и имат увлекателен начин на изложение. В тях се поместват творби от най-различен жанр и с разнообразна тематика – на новогръцки автори, старобългарски такива, различни жития, поучения, апокрифи, исторически съчинения, религиозни разкази, повести, „мъдри“ изречения и други.
Известни български дамаскинари са даскал Недялко и синът му Филип, Аврам Димитриевич, отец Йосиф Брадати, Теофан Рилски и Никифор Рилски, представители на Рилската дамаскинарска школа, поп Йовчо, поп Петър, поп Пунчо от с. Мокреш, Ломско, поп Тодор Врачански, йеромонах Роман, Никифор от Арбанаси, даскал Тодор Пирдопски, Янкул Хрельовски и др. Наред с нея, през XVIII век в България съществуват Самоковска, Котленска и Врачанска школи. Българските дамаскинари превеждат текстове от гръцки, включват в сборниците си славянски текстове и свои мисли, нерядко с нерелигиозно съдържание.
Езикът на дамаскините представлява първи опит да се използва говоримия език за книжовни нужди. Но в съзнанието на дамаскинарите писмената реч не трябва да следва изцяло говоримата реч, защото тя е бедна на думи с абстрактно значение или за назоваване на културни и исторически понятия. Освен това в нея преобладават турцизми и гърцизми.
Появила се в края на XVI век, дамаскинската книжнина се разпространява в България до началото на XIX век. Тя прониква сред народните слоеве и задоволява литературните им интереси. В нея българският читател е намирал освен увлекателните, написани с литературно умение слова на Дамаскин Студит и редица достъпни поучителни жития и слова, беседи от Йоан Златоуст, апокрифи, притчи, разкази с религиозна и светска тематика. През XVII и главно през XVIII век дамаскините се оформят като четивни народни сборници. В историята на българската литература те представляват важен етап в нейното развитие. В сборниците се появяват нови моменти, които постепенно изменят облика на старобългарската книжнина.
Дамаскинските сборници се създават на говорим новобългарски език и на достъпен стил. Демократизацията на езика им започва още в края на XVI век, но ярко се проявява през XVII и XVIII век. Тогава дамаскинарите съзнателно си поставят за задача да пишат на прост разбираем език, с което те се противопоставят на съществуващата книжовна традиция да се пише на остарял, неразбираем за народа език с някои свои диалектни особености. Без да скъсват напълно с книжовните традиции, дамаскинарите пишат на своя говор и в сборниците си отразяват интересни фонетични, лексикални и фразеологични особености на „живия“ език.
Заедно с демократизацията на езика в дамаскините от XVIII век се опростява и правописът. През XVII-XVIII век се създават липсващи дотогава сборници, предназначени за народа, достъпни не само по език, но и по съдържание. Когато първите дамаскинари превеждат, обикновено те се придържат строго към оригинала. По-късно обаче, превеждайки, дамаскинарите се опитват да нагодят текста към интересите на своите читатели – изпускат по-трудно разбираемите пасажи, други преразказват, опростяват фразата, вмъкват свои обяснения или свои мисли, свързани с живота на българите.

## Жанрова характеристика
Така се стига до своеобразно приспособяване на преводните слова към българските условия. Книгите навлизат сред широките народни слоеве и стават тяхно достояние. Самите дамаскини започват да се създават от хора, произлезли от народа и живеещи сред него – монаси, селски свещеници, даскали, светски лица. В дамаскините се появяват нови теми и идеи, предвестници на произведения с ново съдържание. Те се откриват в преработките, които дамаскинарите правят на преводните слова, и в оригиналните добавки към преводния текст. В тези преработки и добавки са отразени някои черти от българската действителност, поставени са актуални обществени и нравствено-възпитателни въпроси.
Например, в сборниците на един от най-изтъкнатите дамаскинари – Йосиф Брадати, е изобразен отчасти робският живот, дават се съвети за отпор срещу насилственото потурчване, прави се опит за обяснение на причините, довели до османското владичество, критикува се леността на духовенството, поставя се въпросът за народната просвета и се изтъква необходимостта от поучителни книги на говорим език, изобличават се лихварството и пиянството.
Друг дамаскинар – Йосиф Хилендарски, поставя специално въпроса за четенето на книгите, критикува онези, които не четат постоянно и са небрежни по отношение на своята просвета, предлага методи за по-лесно запаметяване на прочетеното. В дамаскинарските среди възниква идеята за печатна книга на новобългарски език. Тя е изразена за първи път в дамаскина на поп Пунчо от 1796 г., и е осъществена на практика от Софроний Врачански през 1806 г.
В други дамаскини се отразяват някои черти от социалната действителност. Всички нови теми и идеи в дамаскините впоследствие стават основни за възрожденската новобългарска литература, здраво свързана с живота на народа. В духовния облик на книжовниците-дамаскинари се забелязват промени в сравнение с книжовниците от по-старите епохи. В дамаскините се отразява постепенното оформяне на новия вид книжовник. Дамаскинарите не са изключително духовници, сред тях се срещат и светски лица.
Най-изтъкнатите дамаскинари се изявяват и като личности, дават израз на своите чувства, темперамент и подбуди за написване на книжовната творба. Засилва се вниманието на книжовника към собствената му личност – той не само не крие името си, но понякога дори дава сведения за себе си. Интересни приписки с автобиографични моменти оставят Йосиф Брадати, поп Тодор Врачански, поп Пунчо и др. Изменя се отношението на книжовника и към самата литературна работа. Тя все по-малко се свързва с догмите на църквата и представата за книжовната дейност като средство за спасение на душата и все по-често се приема за дейност в полза на обикновените хора. Дамаскинарите разнасят своите сборници из България, смятат ги за полезни и необходими, приканват грамотната прослойка от населението да ги чете и преписва.
От XVI и XVII век са известни малко имена на книжовници дамаскинари. От края на XVI век може да се посочи само името на Григорий Прилепски – един от първите преводачи на Дамаскиновото „Съкровище“. През XVII век са отбелязали имената даскал Недялко от село Аджар (днес с. Свежен, Пловдивска област), и синът му Филип. Най-много имена на дамаскинари са известни от XVIII век, някои от които се отличават със забележително трудолюбие и оставят след себе си много творби. По-изтъкнати от тях са: Йосиф Брадати – преводач, компилатор, с живо отношение към преводния текст, ревностен разпространител на сборници и основоположник на книжовна школа; поп Тодор Врачански; монах Никифор Рилски; поп Стоян от с. Кованлъка, Търновско, поп Пунчо от с. Мокреш, Монтанско и много други.
През вековете Дамаскиновите слова не се преписват от един-единствен превод. Сборникът „Съкровище“ непрекъснато привлича вниманието на преводачите и преминава през няколко пълни и няколко частични превода. Към края на XVI век са направени два превода – единият на Григорий Прилепски от Македония, а другият – от неизвестен преводач от Западна България. През XVII век от западнобългарския превод произхождат два нови частични превода на новобългарски език. През XVIII век най-значимият превод е направен от Йосиф Брадати, направо от гръцки текст. Дамаскинарите са писали усилено в най-различни български краища – в манастири, в градове и в села. Като по-оживени средища на дамаскинската книжнина се очертават Рилският манастир, Самоков, Враца, Пазарджик, Копривщица, Пирдоп, Котел и други.
До днес са се запазили около 200 дамаскини. Най-старите запазени дамаскини, от XVI-XVII век, са Рилският, Костенецкият, Еленският и Аджарският.